# Natoutredningen
Natoutredningen var ett politiskt initiativ med syfte att utreda frågan om konsekvenser av ett eventuellt svenskt medlemskap i Nato. Initiativet togs våren 2015 av motståndare till ett svenskt Natomedlemskap, och flera av deltagarna var kopplade till Socialdemokraterna. Initiativtagare var dramatikern Stina Oscarson och diplomaten och tidigare socialdemokratiske ministern Pierre Schori.
Deltagare var, utöver initiativtagarna, diplomaterna Hans Blix, Sven Hirdman och Rolf Ekéus, forskaren Lars Ingelstam samt Linda Åkerström, ansvarig för nedrustningsfrågor på Svenska freds- och skiljedomsföreningen.
Initiativet publicerade sina slutsatser bland annat i en debattartikel i Expressen i januari 2016 och i en bok Sverige, Nato och säkerheten.

## Bakgrund till utredningen
Initiativet togs eftersom regeringen Löfven sagt nej till en statlig Natoutredning eftersom ett medlemskap inte var aktuellt för regeringen. Istället tillsattes i september 2015 ambassadör Krister Bringéus som utredare med mer begränsat syfte, att belysa Sveriges olika former av samarbeten med länder och i organisationer inom det försvars- och säkerhetspolitiska området. Samtidigt menade initiativtagarna till Natoutredningen att Sverige närmade sig Nato, bland annat genom att värdlandsavtalet beslutades av regeringen 2014 utan att debatteras offentligt och inte heller tillskrevs någon större betydelse av regeringen inför att riksdagen skulle rösta om det i april 2016. Bringéus utredning skulle rapportera först några månader efter riksdagens omröstning.
Syftet med Natoutredningen var därför att analysera hur ett eventuellt medlemskap skulle påverka Sverige och dess närområdes säkerhet, samt landets utrikespolitiska relationer. Dessutom ville deltagarna bredda diskussionen genom att sprida kunskap.

## Utredningens slutsatser
Utredningens slutsatser, som presenterades några månader före riksdagens omröstning om värdlandsavtalet med Nato, var bland annat att ett svenskt Natomedlemskap skulle öka de säkerhetspolitiska riskerna och att Sverige i stället borde satsa betydligt mer på avspänning.

## Kritik
Utredningen kritiserades för att inte vara oberoende eftersom kända Natomotståndare utgjorde en stor del av utredningsgruppen, inklusive initiativtagarna.
Dagens Nyheters Erik Helmerson skrev att "Den nya Natoutredningen är ett värdefullt bidrag till debatten – men ett dåligt recept för Sverige".